# Sinibrama
Sinibrama es un género de peces de la familia Cyprinidae y de la orden de los Cypriniformes.

## Especies
- Sinibrama affinis (Vaillant, 1892)
- Sinibrama longianalis Z. G. Xie, C. X. Xie & E. Zhang, 2003
- Sinibrama macrops (Günther, 1868)
- Sinibrama melrosei (Nichols & C. H. Pope, 1927)
- Sinibrama taeniatus (Nichols, 1941)
- Sinibrama wui (Rendahl, 1932)

- Datos: Q1288882